# British Rail Class 357
British Rail Class 357 "Electrostar" - typ elektrycznych zespołów trakcyjnych, produkowanych przez zakłady w Derby, należące początkowo do firmy Adtranz, przejętej w 2001 przez Bombardier Transportation. Klasa ta wchodzi w skład rodziny pociągów Electrostar (inne jednostki z tej rodziny to British Rail Class 375, British Rail Class 376 i British Rail Class 377). Obecnie składy te eksploatuje wyłącznie firma c2c, dla której stanowią one 100% floty. 